# Élie Cartan
Élie Joseph Cartan (Dolomieu, 9 de abril de 1869 — Paris, 6 de maio de 1951) foi um matemático francês, que realizou trabalhos fundamentais na teoria de grupos de Lie e seus usos geométricos.
Estudou na Escola Normal Superior de Paris em 1888. Depois do seu doutorado em 1894, trabalhou em Montpellier e Lyon, tornando-se professor na Universidade de Nancy em 1903. Obteve um posto em Paris em 1909 e passou a ser professor da Sorbonne em 1912. Reformou-se em 1942. Foi pai do matemático Henri Cartan.
Foi palestrante plenário do Congresso Internacional de Matemáticos em Toronto (1924: La théorie des groupes et les recherches récentes de géométrie différentielle), Zurique (1932: Sur les espaces riemanniens symétriques) e Oslo (1936: Quelques aperçus sur le rôle de la théorie des groupes de Sophus Lie dans le développement de la géométrie moderne).

## Publicações
- Cartan, Élie (1894), Sur la structure des groupes de transformations finis et continus, Thesis, Nony
- Cartan, Élie (1899), «Sur certaines expressions différentielles et le problème de Pfaff», Paris: Gauthier-Villars, Annales Scientifiques de l'École Normale Supérieure, ISSN 0012-9593, Série 3 (em francês), 16: 239–332, JFM 30.0313.04, doi:10.24033/asens.467
- Leçons sur les invariants intégraux, Hermann, Paris, 1922
- La Géométrie des espaces de Riemann, 1925
- Leçons sur la géométrie des espaces de Riemann, Gauthiers-Villars, 1928
- La théorie des groupes finis et continus et l'analysis situs, Gauthiers-Villars, 1930
- Leçons sur la géométrie projective complexe, Gauthiers-Villars, 1931
- La parallelisme absolu et la théorie unitaire du champ, Hermann, 1932
- La méthode de repère mobile, la théorie des groupes continus, et les espaces généralisés, 1935[2]
- Leçons sur la théorie des espaces à connexion projective, Gauthiers-Villars, 1937[3]
- La théorie des groupes finis et continus et la géométrie différentielle traitées par la méthode du repère mobile, Gauthiers-Villars, 1937[4]
- Cartan, Élie (1981) [1938], The theory of spinors, ISBN 978-0-486-64070-9, New York: Dover Publications, MR 631850[5][6]
- Les systèmes différentiels extérieurs et leurs applications géométriques, Hermann, 1945[7]
- Oeuvres complètes, 3 parts in 6 vols., Paris 1952 to 1955, reprinted by CNRS 1984:[8]
  - Part 1: Groupes de Lie (in 2 vols.), 1952
  - Part 2, Vol. 1: Algèbre, formes différentielles, systèmes différentiels, 1953
  - Part 2, Vol. 2: Groupes finis, Systèmes différentiels, théories d'équivalence, 1953
  - Part 3, Vol. 1: Divers, géométrie différentielle, 1955
  - Part 3, Vol. 2: Géométrie différentielle, 1955
- Élie Cartan and Albert Einstein: Letters on Absolute Parallelism, 1929–1932 / original text in French & German, English trans. by Jules Leroy & Jim Ritter, ed. by Robert Debever, Princeton University Press, 1979[9]